# جامع السكاكيني
جامع السكاكيني يقع داخل باب النيرب ، و قد عرف الجامع بهذا الاسم نسبة لمتوليه.
بناه نائب السلطنة المملوكية في حلب اشقتمر عام 773هـ الموافق لعام 1371 م ، تعتبر واجهته و محرابه و المنبر الحجري من أهم آثاره.